# Раковиці (округ П'єштяни)
Раковиці (словац. Rakovice) — село, громада округу П'єштяни, Трнавський край. Кадастрова площа громади — 6.96 км².
Населення 617 осіб (станом на 31 грудня 2020 року).

## Історія
Раковиці згадуються 1262 року.

## Географія
Протікає Штеруський потік.

## Населення
| Рік:            | 1994. | 2004.   | 2014.    | 2024.    |
| --------------- | ----- | ------- | -------- | -------- |
| Кількість осіб: | 475   | 509     | 570      | 641      |
| Різниця:        |       | +7,15 % | +11,98 % | +12,45 % |

| Рік:            | 2023. | 2024.   |
| --------------- | ----- | ------- |
| Кількість осіб: | 631   | 641     |
| Різниця:        |       | +1,58 % |